# رابرت ادی
رابرت ادی (انگلیسی: Robert Addie; ۱۰ فوریهٔ ۱۹۶۰ – ۲۰ نوامبر ۲۰۰۳) بازیگر تئاتر‌ و بازیگر سینما اهل انگلستان بود.
از فیلم‌ها یا برنامه‌های تلویزیونی که وی در آن نقش داشته‌است، می‌توان به نزدیکی، اکس‌کالیبور، خطاهای نرم‌افزاری، خطر قلب و کشور دیگر اشاره کرد.